# Čelični lijev
Čelični lijev je namijenjen za izradu dijelova od čelika konačnog oblika, tj. dijelova koji se naknadno ne obrađuju nekim od postupaka plastične obrade (npr. valjanjem, kovanjem itd.). Čelični lijev se dijeli na nelegirani (ugljični) čelični lijev i na legirani čelični lijev. Ugljični čelični lijev prema sadržaju ugljika može biti niskougljični (manje od 0,2% C), srednjeugljični (0,2 – 0,5% C) i visokougljični čelični lijev (više od 0,5% C). Legirani čelični lijev se svrstava u dvije grupe: niskolegirani (manje od 5% legirnih elemenata) i visokolegirani čelični lijev (više od 5% legirnih elemenata).

## Nelegirani ili ugljični čelični lijev
Nelegirani ili ugljični čelični lijev je legura željeza i ugljika, koja može imati i do 2% ugljika. Najčešće se upotrebljavaju ljevovi koji sadrže do 0,6% C. Ugljik najviše utječe na svojstva i strukturu čeličnog lijeva. S povećanjem postotka ugljika raste vlačna čvrstoća i granica plastičnosti, dok se istezanje smanjuje. Ugljični čelični lijev sadrži 0,3 – 0,5 Si, 0,4 – 0,7% Mn, do 0,05% P i do 0,05% S. Osim toga, prisutni su i neki drugi zaostali elementi, koji mogu utjecati na kvalitetu čeličnog lijeva. 
Silicij je dezoksidant koji sprječava segregaciju (rastavljanje) i poroznost lijeva. Mangan je također dezoksidant, a važan je zbog toga što veže sumpor. S 0,1% Mn povećava se vlačna čvrstoća za 9 N/mm2, dok se istezanje smanji za 0,3%. Sumpor se vrlo lako segregira (odvaja), što je vrlo nepovoljno kod velikih odljevaka. Sumpor stvara sa željezom i FeO eutektik, koji ima nisko talište. Fosfor je nepoželjan jer smanjuje žilavost i uzrokuje krhak i grubozrnat lijev. Sadržaj fosfora mora biti što manji (ispod 0,05%), a u legiranom čeličnom lijevu ispod 0,03%.
Struktura čeličnog lijeva je u niskougljičnim i srednjeugljičnim čeličnim ljevovima je feritna i feritno-perlitna. Ugljični ljevovi s 0,86% C imaju perlitnu strukturu. Ako u lijevu ima više ugljika, mreža sekundarnog cementita okružuje perlit. U velikim odljevcima i na mjestima gdje se lijev jako pregrije, pojavljuju se Widmanstättenovova struktura kao najgrublja mikrostruktura. U toj su strukturi grube feritne iglice razdijeljene po perlitu. Ta se struktura može odstraniti naknadnim žarenjem. Makrostruktura čeličnog lijeva većinom je dendritska. 
Mehanička svojstva čeličnog lijeva ovise o kemijskom sastavu, strukturi lijeva i toplinskoj obradi. Čelični lijev posjeduje, za razliku od ostalih ljevova, veliku čvrstoću, žilavost i istezljivost. Većina lijevanih čelika može se bez poteškoća obrađivati, variti i kovati. Svojstva čeličnog lijeva propisuje HRN C.J3.011.

## Legirani čelični lijev
Legirani čelični lijev se dijeli prema vrsti legirnih elemenata, namjeni i strukturi. Prema sadržaju legirnih elemenata razlikuje se niskolegirani (manje od 5% legirnih elemenata) i visokolegirani čelični lijev (više od 5% legirnih elemenata). Lijev se legira zbog poboljšanja mehaničkih svojstava pri običnim ili povišenim temperaturama i da bi dobio posebna svojstva, npr. da bi dobio veću otpornost prema trošenju, povećanu prokaljivost, bolju otpornost prema koroziji itd. Kao legirni dodaci upotrebljavaju se u prvom redu silicij, mangan, nikal, krom, molibden, bakar, titanij i vanadij, i to pojedinačno ili u kombinaciji. Neki legirni elementi šire gama-područje (Mn, Ni odnosno C i N), a neki gama-područje zatvaraju (Cr, Mo, Si, Al, P). Legirani čelični lijev se dosta upotrebljava za izradu odljevaka koji moraju biti vatrootporni i otporni prema koroziji, te odljevaka za izradu alata i slično.

### Čelični lijev za strojogradnju
Nelegirani ili ugljični čelični lijev, uz sva poboljšanja, nije prikladan za lagane strojograđevne konstrukcije, jer nije dovoljno prokaljiv. Tek razvojem kvalitetnog legiranog čelika dobiven je konstrukcijski materijal prikladan za strojogradnju. Svojstva se legiranog čelika uglavnom poboljšavaju toplinskom obradom, pa se zato ta vrsta čelika zove i čelični lijev za poboljšanje. U tu se grupu svrstavaju ljevovi legirani niklom (1 – 3% Ni), kromom (0,9 – 1,2% Cr), krom-niklom (0,6 – 1,3% Cr i 1,5 – 4,2% Ni), krom-molibdenom (0,8 – 1,1% Cr i 0,15 – 0,25% Mo), krom-manganom (1,2 – 1,8% Cr i 1 – 1,4% Mn), silicijem (1,5% Si) i bakrom (1,5 – 2% Cu, do 1% Cr i do 0,2% Mo). 
U početku se čelični lijev za poboljšanje s čvrstoćom više od 700 N/mm2 izrađivao samo legiranjem s niklom i nikal-kromom. Kasnije se, zbog ekonomskih razloga, počeo nikal u ljevovima legiranim krom-niklom nadomještati molibdenom. Krom-molibdenski čelici pokazali su čak određene prednosti pred krom-nikalnim, tako da su ih gotovo potpuno zamijenili. Poboljšane vrste krom-molibdenskih ljevova imaju čvrstoću do 1000 N/mm2 pri debljini stijenki do 80 mm. Za čvrstoću veću od 1000 N/mm2 primjenjuje se krom-nikal-molibdenski čelici. U tu se grupu ubrajaju čelici koji imaju do 5% legirnih elemenata i čvrstoću od 700 – 1200 N/mm2.

### Čelični lijev mehanički otporan pri povišenim temperaturama
Čelični lijev te grupe u temperaturnom području između 300 i 600 ºC i pri dugotrajnom mehaničkom opterećenju zadržava dobra mehanička svojstva, ne mijenja strukturu, niti postaje krhak. Također su ti ljevovi otporni prema koroziji i eroziji pregrijanih para i plinova. U tu se grupu ubrajaju čelici legirani kromom, krom-molibdenom, krom-molibden-vanadijem i krom-molibden-niklom. Za više temperature (do 750 ºC) primjenjuju se austenitni krom-nikalni čelici koji su otporni i prema oksidaciji. Za temperature do 1000 ºC služe legure na osnovi nikla i nikal-kobalta, bez željeza.

### Nehrđajući čelični lijev
Prema legirnim elementima razlikuju se sljedeći nehrđajući čelični lijevovi: kromni čelični ljevovi s 13 – 18% Cr i 0,1 – 0,25% C (perlitno-martenzitni ljevovi), kromni čelični ljevovi s 25 – 30% Cr i 0,5 – 1% C (feritno-karbidni ljevovi), krom-nikalni čelični ljevovi s 18% Cr, 8% Ni i do 0,1% C (austenitni ljevovi), silicijski čelični ljevovi s 12 – 18% Si, nikal-molibdenski čelični ljevovi s 25 – 50% Ni i do 20% Mo. 
Krom je osnovni legirni element nehrđajućih čeličnih ljevova. Krom pasivizira čelični lijev stvaranjem zaštitnog krom-oksidnog sloja, a otapa se u feritu ili austenitu (12%). Ako u lijevu ima ugljika, stvaraju se krom-karbidi, zbog čega treba udio kroma povećati ili smanjiti sadržaj ugljika.

### Vatrootporni čelični lijev
Vatrootporni čelični lijev otporan je na utjecaj agresivne plinske atmosfere pri temperaturama iznad 600 ºC, a osim toga i pri povišenim temperaturama trajno zadržavaju propisanu čvrstoću. Osnovni legirni element vatrootpornih ljevova je krom, koji tvori na površini gust i dobro prionjiv oksidni sloj. Nikal povećava postojanost i toplinsku otpornost. Ako u plinu ima sumpora, nije preporučljivo dodati nikal. Ugljik do 0,3% povećava toplinsku otpornost. Silicij povećava vatrootpornost (dodaje se do 2,5%). Vatrootporni ljevovi jesu kromni ljevovi koji ne oksidiraju, ali imaju malu toplinsku otpornost, i krom-nikalni ljevovi koji su i toplinski otporni. Feritni kromni čelici i austenitni krom-nikalni čelici nemaju faznih promjena, pa se ravnomjerno rastežu. Stoga oksidni sloj ne puca i ne ljušti se s površine.

### Čelični lijev za alate
Alati su se ranije izrađivali samo od kovanog čelika, a danas se bez posebnih poteškoća mogu lijevati npr. matrice, trnovi i glodala. Lijevani alati moraju imati veliku otpornost prema trošenju, žilavost i postojanost pri promjenama temperature. Pravilnim legiranjem i odgovarajućom toplinskom obradom mogu se postići propisana svojstva čeličnog lijeva za alate. Alatni čelici dijele se prema legirnim elementima u nikalne ljevove, krom-molibdenske ljevove, krom-nikal-vanadijske ljevove, krom-molibden-vanadijske ljevove i u krom-nikal-vanadij-volframske ljevove.

## Proizvodnja čeličnog lijeva
Čelična se legura tali u bazičnoj (ili kiseloj) Siemens-Martinovoj peći, u bazičnoj (ili kiseloj) elektrolučnoj peći, u kiseloj (ili bazičnoj) elektroindukcijskoj peći ili elektrolučnoj otpornoj peći (s grafitnim štapom) koja može biti stabilna ili rotacijska. Pri izboru peći za taljenje treba uzeti u obzir obujam proizvodnje, težinu odljevka, vrstu sirovina, vrstu legura, način lijevanja, vrstu goriva i troškove. 
Prema upotrijebljenoj troski i oblozi peći, postupak je bazičan ili kiseo. Kisele peći ozidane su kiselom opekom, a i troska im je kisela. Bazične peći ozidane su magnezitnom, krom-magnezitnom ili dolomitnom opekom, a u njima se upotrebljava bazična troska. Većina čeličnih ljevova proizvodi se u bazičnim pećima. U bazičnoj peći može se taliti i lošiji uložak, jer nije osobito teško odstraniti sumpor. Čelična se slitina tali u kiselim pećima jedino ako je uložak vrlo čist, bez sumpora i fosfora.

### Toplinska obrada čeličnih odljevaka
Toplinska obrada bitan je dio metalurgije čeličnog lijeva. Dok se valjanjem i kovanjem mijenja primarna struktura čelika pomoću mehaničke sile, svojstva se čeličnog lijeva mogu poboljšati samo toplinskom obradom. Najvažniji postupci toplinske obrade čeličnog lijeva su žarenje i poboljšanje (kaljenje + popuštanje). Žarenjem se odstranjuju napetosti, postiže se sitnozrnata struktura i poboljšava obradivost. Razlikuje se normalizacijsko, difuzno i meko žarenje, te žarenje radi uklanjanja napetosti. Normalizacijskim se žarenjem uklanja grubozrnata (Widmanstättenove figure) struktura nelegiranog čelika i dobiva se veća čvrstoća i žilavost. Podeutektoidni se lijev žari na 30 – 50 ºC iznad linije pretvorbe za krutine, u dijagramu Fe – C, a zatim hladi na zraku da se dobije sitnozrnati perlit. Običan se lijev žari još na 500 – 650 ºC radi uklanjanja napetosti, odnosno, normalizaciji se priključi meko žarenje (700 ºC) radi postizanja bolje obradivosti. Meko žarenje može biti ujedno i žarenje za uklanjanje napetosti. Normalizacijskim žarenjem utječe se u prvom redu na žilavost lijeva, a posebno na istezanje. Poboljšavanje je kombinacija kaljenja i napuštanja.